# Nixon Darlanio Reis Cardoso
 Nixon Darlanio Reis Cardoso (20 juni 1992), bekend onder de voetbalnaam Nixon is een Braziliaans voetballer, momenteel speelt bij AA Portuguesa uit Rio de Janeiro.

## Carrière
Nixon maakte namens Flamengo zijn debuut als voetballer. Tussen 2012 en 2014 speelde hij 38 wedstrijden voor die club. De aanvaller werd daarna verhuurd aan achtereenvolgens América Mineiro, Red Bull Brasil en ABC.
In januari 2018 maakt Nixon op huurbasis de overstap van Flamengo naar Kalmar FF. Het Zweedse avontuur is voor de aanvaller zijn eerste ervaring op Europese bodem. Door een blessure mist hij de start van het seizoen. Eenmaal fit kan de Braziliaan ook niet overtuigen. Hij komt slechts tot 7 wedstrijden voor Kalmar. Na een jaar zonder club te hebben gezeten, duikt Nixon begin 2020 op bij Portuguesa.

### Statistieken
| Club                   | Seizoen         | Competitie      | Competitie | Competitie | Beker | Beker | Internatinonaal | Internatinonaal | Statenkampioenschap | Statenkampioenschap | Totaal | Totaal |
| Club                   | Seizoen         | Divisie         | Weds       | Dpt        | Weds  | Dpt   | Weds            | Dpt             | Weds                | Dpt                 | Weds   | Dpt    |
| ---------------------- | --------------- | --------------- | ---------- | ---------- | ----- | ----- | --------------- | --------------- | ------------------- | ------------------- | ------ | ------ |
| Flamengo               | 2012            | Série A         | 7          | 1          | –     | –     | –               | –               | –                   | –                   | 7      | 1      |
| Flamengo               | 2013            | Série A         | 15         | 1          | 5     | 1     | –               | –               | 10                  | 2                   | 30     | 4      |
| Flamengo               | 2014            | Série A         | 16         | 6          | 4     | 0     | 1               | 0               | 8                   | 3                   | 29     | 9      |
| Flamengo               | 2015            | Série A         | –          | –          | 0     | 0     | –               | –               | 5                   | 0                   | 5      | 0      |
| Flamengo               | Totaal          | Totaal          | 38         | 8          | 9     | 1     | 1               | 0               | 23                  | 5                   | 71     | 14     |
| América Mineiro (huur) | 2016            | Série A         | 11         | 0          | 1     | 0     | –               | –               | –                   | –                   | 12     | 0      |
| América Mineiro (huur) | Totaal          | Totaal          | 11         | 0          | 1     | 0     | –               | –               | –                   | –                   | 12     | 0      |
| Red Bull Brasil (huur) |                 |                 |            |            |       |       |                 |                 |                     |                     |        |        |
| 2017                   | Série D         | 1               | 0          | –          | –     | –     | –               | 9               | 1                   | 10                  | 1      |        |
| Totaal                 | Totaal          | 01              | 0          | 0          | 0     | 0     | 0               | 9               | 1                   | 10                  | 1      |        |
| Kalmar FF (huur)       |                 |                 |            |            |       |       |                 |                 |                     |                     |        |        |
| 2018                   | Allsvenskan     | 7               | 0          | –          | –     | –     | –               | 0               | 0                   | 7                   | 0      |        |
| Totaal                 | Totaal          | 07              | 0          | 0          | 0     | 0     | 0               | 0               | 0                   | 7                   | 0      |        |
| Portuguesa (RJ)        |                 |                 |            |            |       |       |                 |                 |                     |                     |        |        |
| 2020                   | Série D         | 0               | 0          | –          | –     | –     | –               | 0               | 0                   | 0                   | 0      |        |
| Totaal                 | Totaal          | 00              | 0          | 0          | 0     | 0     | 0               | 0               | 0                   | 0                   | 0      |        |
| Carrière totaal        | Carrière totaal | Carrière totaal | 57         | 8          | 10    | 1     | 1               | 0               | 32                  | 6                   | 93     | 15     |

## Erelijst
Flamengo
- Copa do Brasil: 2013
- Campeonato Carioca: 2014